# Denis Guénoun
 (septembre 2024).
Si vous disposez d'ouvrages ou d'articles de référence ou si vous connaissez des sites web de qualité traitant du thème abordé ici, merci de compléter l'article en donnant les références utiles à sa vérifiabilité et en les liant à la section « Notes et références ».
Denis Guénoun (né en 1946) est un homme de théâtre, metteur en scène, universitaire et écrivain français. Professeur émérite de littérature française et de théâtre à l’Université Paris Sorbonne-Paris IV, aujourd'hui Sorbonne université (Faculté des Lettres), il est l'auteur d’œuvres théâtrales et d’ouvrages de philosophie.

## Biographie synthétique
Denis Guénoun est né à Oran (Algérie) le 25 mai 1946. Venu en France avec sa famille, en 1961, il finit sa scolarité au Lycée Frédéric Mistral d’Avignon, puis poursuit des études de Lettres à l’Université d'Aix-en-Provence. Nommé professeur de l’enseignement secondaire à Colmar, puis Strasbourg, en 1968 et 1969, il passe l’agrégation de philosophie en 1970.
Après avoir été brièvement professeur de lycée, il s’éloigne de l’Éducation nationale pour devenir, à partir de 1974, comédien, dramaturge et metteur en scène.
Il est fondateur et animateur de la compagnie L'Attroupement (1975-1982), puis du Grand Nuage de Magellan (1983-1990). Nommé en 1986 directeur du Centre dramatique national de Reims, il est élu la même année président du SYNDEAC (Syndicat national des entreprises artistiques et culturelles), pour 1986 et 1987.
En 1990, il ne demande pas le renouvellement de son contrat de directeur du CDN de Reims, et abandonne pour une longue période l’activité théâtrale professionnelle. Il devient alors enseignant de philosophie (de 1991 à 1997) à l’Université de Strasbourg, période pendant laquelle il soutient son doctorat de philosophie (Hypothèses sur l’Europe, 1994).
Nommé maître de conférences de littérature française (théâtre) à l’Université de Nantes (1997-1998), il soutient à Nanterre son habilitation à diriger des recherches en théâtre et philosophie, devant un jury auquel participent Étienne Balibar, Jacques Derrida, Philippe Lacoue-Labarthe, Robert Abirached et Jean-Pierre Sarrazac.
En 1998, il est nommé professeur en arts du spectacle à l’Université Rennes 2, puis en 2000 professeur de littérature française (théâtre) à l’Université Paris Sorbonne-Paris IV. Il a été également Visiting Professor à l’Université de Princeton (USA).
Il a dirigé de 2008 à 2017 la collection « Expériences philosophiques » aux éditions Les Solitaires intempestifs.
Reprenant une activité théâtrale depuis 2007, il a été invité à faire des mises en scène, en particulier au Conservatoire national supérieur d'art dramatique (2008) et à Shanghai (Théâtre Xinguang et Grand Théâtre, 2010), puis au Théâtre National de Chaillot, au Festival d'Avignon et au TNP (2012-2015).
Un colloque a été consacré à l'ensemble de son travail par les universités de Lausanne et de Genève et par la Comédie de Genève, en novembre 2017, dont les actes sont parus en 2020 (Avec Denis Guénoun, Metispresses). Un cahier « Denis Guénoun » a été publié dans la revue Europe en novembre 2022. 
En juin 2025, il a soutenu une thèse de théologie à l’université de Genève.
Il est l’auteur de pièces de théâtre, d’essais philosophiques et de récits.

## Œuvres littéraires (théâtre, récits)
- 1965 : Éblouissance, poèmes, G. Chambelland – La Salamandre
- 1966 : La Longue Saison, poèmes, G. Chambelland – La Salamandre
- 1982 : L'Énéide, d'après Virgile, théâtre, Actes Sud
- 1985 : Le Printemps, théâtre, préf. T. Todorov, Actes Sud
- 1987 : Un conte d'Hoffmann, théâtre, Éd. de l’Aube
- 1989 : La Levée, théâtre, Éd. Les Cahiers du Grand Nuage
- 1990 : X ou le petit mystère de la passion, théâtre, Éd. Les Cahiers de l'Egaré
- 1992 : Paysage de nuit avec œuvre d'art, théâtre, Éd. Les Cahiers de l'Egaré
- 1992 : Le Pas, théâtre-récit, (trad. italienne et portugaise) Éd. de l’Aube
- 1996 : Lettre au directeur du théâtre, théâtre, Éd. Les  Cahiers de l’Egaré, 4e édition 2008 ; trad. brésilienne, catalane
- 1997 : Monsieur Ruisseau, théâtre, en coll. avec T. Dommange, Éd. Circé
- 2000 : Scène, théâtre, Éd. Comp’Act
- 2002 : Un sémite, récit, Éd. Circé, trad. anglaise USA Columbia 2014
- 2007 : Ruth éveillée, théâtre, Éd. Les Cahiers de l’Égaré
- 2008 : Tout ce que je dis, théâtre, Éd. Les Cahiers de l’Égaré
- 2012 : Mai, juin, juillet, théâtre, Les Solitaires Intempestifs
- 2012 : Le Citoyen, théâtre, Les Solitaires Intempestifs

## Œuvres théoriques
- 1992 L'Exhibition des mots, Une idée (politique) du théâtre, essai, Ed. de l’Aube ; trad. brésilienne Folhetim 2004, finnoise Like 2007, rééd. Circé-Poche
- 1997 Le Théâtre est-il nécessaire ?, essai, Circé, 1997, 3e éd. 2006 ; trad. brésilienne Perpectiva 2004, espagnole Antigona 2014
- 1997 Relation (Entre théâtre et philosophie), essai, Ed. Les Cahiers de l’Egaré, 2e édition 2004
- 2000 Hypothèses sur l’Europe, un essai de philosophie, essai, Ed. Circé, trad. anglaise (USA), trad. angl. USA Stanford 2013
- 2002 L’Enlèvement de la politique (une hypothèse sur le rapport de Kant à Rousseau), essai, Ed. Circé
- 2003 Après la révolution. (Politique morale), essai, Belin, coll. «Littérature et politique» (dir. Claude Lefort)
- 2005 Actions et acteurs, (Raisons du drame sur scène), essai, Belin coll. «L’extrême contemporain» (dir. M. Deguy) ; trad. finnoise Like 2007
- 2005 Avez-vous lu Reza? (Une invitation philosophique), Albin Michel
- 2009 Livraison et délivrance (Théâtre, politique, philosophie), Belin, coll. « L’Extrême contemporain »
- 2018 Des verticales dans l'horizon (Six croisements entre philosophie et théologie), Labor et Fides
- 2019 Trois soulèvements (Judaïsme, marxisme et la table mystique), Labor et Fides
- 2021 Matthieu, Labor et Fides
- 2023 Du Sens (Exercices d’encouragement), Manucius

## Mises en scène
- 1975 Roméo et Juliette, de Shakespeare. Strasbourg
- 1976 La Nuit des rois, de Shakespeare. Strasbourg, Lyon
- 1977 Jules César, de Shakespeare. Avignon off
- 1977 Agamemnon, d'Eschyle. Strasbourg, tournée
- 1977 Les Contemporains (spectacle d'improvisations). Strasbourg, tournée
- 1978 La Chanson de Roland. Lyon, tournée
- 1978 La Bataille d'Hernani, d'après Théophile Gautier. Lyon, tournée
- 1979 La Esméralda, de Victor Hugo. Festival de Nancy, Paris, tournée
- 1980 Le Jeu de saint Nicolas, de J. Bodel. Fest. de Nancy, Paris, tournée
- 1981 Un chapeau de paille d'Italie, de Labiche. Lyon, Avignon in, tournée
- 1981 Temps de guerre, temps de paix, de P. Le Mauff. Lyon, Avignon in, tournée
- 1982 L'Énéide d'après Virgile. Marseille, Fest. de Munich, tournée
- 1985 Le Printemps, de D. Guénoun. Fest. de Châteauvallon
- 1987 Faust, de Goethe. Reims
- 1987 Un conte d'Hoffmann, de D. Guénoun. Genève, Reims, tournée
- 1989 La Levée, de D. Guénoun. Reims
- 1989 Un rêve de Goethe à Valmy (court-métrage 35 mm). Festivals d’Uppsala, Orléans, Villeurbanne, Clermont-Ferrand, Aix
- 1990 X ou le petit mystère de la passion, de D. Guénoun, théâtre et vidéo. Reims, Paris, tournée
- 1995 Sur la philosophie, de Gilles Deleuze. Strasbourg École du TNS
- 1998 Entretien d'un père avec ses enfants, de Diderot. École du TNS, Ferney-Voltaire
- 2007 Tout ce que je dis, de D. Guénoun, mise en espace. Théâtre de l’Odéon
- 2008 La Nuit des buveurs, d’après Platon. Conservatoire National Supérieur d’Art dramatique
- 2008 Le Projet du film Cinna (vidéo, 30 min). Coproduction Artépo, Centre dramatique de Rouen, La Ferme du Buisson
- 2010 Parcours D. Guénoun, France-Culture
- 2010 L'Augmentation, de G. Perec (en chinois). Shanghai, Théâtre Xinguang et Grand Théâtre
- 2010 Qu'est-ce que le temps ? (Livre XI des Confessions de saint Augustin). Journées de Brangues, juin 2010, reprise au TNP puis tournée depuis 2011 (Festival d'Avignon, Théâtre National de Chaillot, France, États-Unis, Suisse, Algérie)
- 2010 Artaud-Barrault, montage de lettres d'Artaud et de textes de Barrault. Théâtre Marigny, puis Festival d'Avignon et tournée depuis 2011 (Théâtre National de Chaillot, France, Suisse, États-Unis)
- 2013 Vive l'art, quand il ignore son nom!, correspondance de Gaston Chaissac et Jean Dubuffet, Paris, tournée
- 2014 Les pauvres gens, de Victor Hugo, Festival d'Avignon et ISTS (Institut Supérieur des Techniques du Spectacle)
- 2015 Aux corps prochains (Sur une pensée de Spinoza), Théâtre National de Chaillot (Paris) et TNP (Théâtre National Populaire, Villeubanne)

## Comédien
- 1974 Zalmen ou la folie de Dieu, de Elie Wiesel, mes. D. Emilfork. Paris
- 1975 Roméo et Juliette, de W. Shakespeare, Compagnie L’Attroupement. Strasbourg
- 1976 La Nuit des rois, de W. Shakespeare, Compagnie L’Attroupement. Strasbourg et tournée
- 1976 Jules César de W. Shakespeare, Compagnie L’Attroupement. Festival d’Avignon off
- 1977 Les Contemporains, spectacle d’improvisations, Compagnie L’Attroupement. Strasbourg et tournée
- 1977 Agamemnon, d’Eschyle, Compagnie L’Attroupement. Strasbourg et tournée
- 1979 Le Jeu de saint Nicolas, de J. Bodel, Compagnie L’Attroupement. Lyon et tournée
- 1979 La Esmeralda, de V. Hugo, Compagnie L’Attroupement. Lyon et tournée
- 1981 Temps de guerre, temps de paix, de P. Le Mauff, Compagnie L’Attroupement. Lyon et tournée
- 1986 Les Tragédiennes sont venues, de Saint-John Perse, mes. D. Lardenois. Festival de La Seyne sur mer
- 1990 X ou le petit mystère de la passion, de D. Guénoun. Reims et tournée
- 2007 Tout ce que je dis, de D. Guénoun. Mise en espace au Théâtre de l’Odéon
- 2008 Œdipe-roi, de Sophocle, mes. M. Oliu-Barton. École Normale Supérieure
- 2021 J’attends toujours de Diderot (correspondance), mes H. Loichemol, Ferney-Voltaire

## Récompenses
- 1989 Chevalier de l’Ordre des Arts et des Lettres
- 1990 Chevalier de l’Ordre national du Mérite
- 2017 Docteur Honoris causa de l'Université de Lausanne